# Bolton-Ouest
Pour les articles homonymes, voir Bolton.
Bolton-Ouest est une municipalité du Québec, située dans la municipalité régionale de comté de Brome-Missisquoi en Estrie.

## Histoire
« Avant d'être érigé en 1876 sous cette dénomination, le village avait porté les noms de French Church, rappel du temple bâti par le premier groupe de colons français qui s'y sont installés, et de Duboyce's, tiré du patronyme du premier habitant de l'endroit ».
L'agriculture est une activité très importante pour la ville, tellement qu'une association a été créée afin de permettre aux citoyens de partager leurs différentes cultures. Nommée le Collectif Bolton-Ouest, cette association et projet agricole repose sur l'aide et le partage de connaissance entre voisins. Le Collectif Bolton-Ouest rassemble plusieurs filières agricoles.

## Démographie

### Population
| 1991 | 1996 | 2001 | 2006 | 2011 | 2016 | 2021 |
| ---- | ---- | ---- | ---- | ---- | ---- | ---- |
| 624  | 575  | 681  | 723  | 678  | 630  | 732  |

### Langue
| Langue              | Population | Pct (%) |
| ------------------- | ---------- | ------- |
| Français seulement  | 350        | 48,95 % |
| Anglais seulement   | 345        | 48,25 % |
| Français et Anglais | 0          | 0,00 %  |
| Autres langues      | 20         | 2,80 %  |

## Administration
Les élections municipales se font en bloc pour le maire et les six conseillers.
| Bolton-Ouest Maires depuis 2001                                                                                      |                    |         |          |
| Élection | Maire              | Qualité | Résultat |
| 2001 | Donald Badger      |         | Voir     |
| 2005 | Donald Badger      | Voir    |          |
| 2009 | Donald Badger      | Voir    |          |
| 2013 | Donald Badger      | Voir    |          |
| 2017 | Jacques Drolet     |         | Voir     |
| 2021 | Denis Vaillancourt |         | Voir     |
| Élection partielle en italique Depuis 2005, les élections sont simultanées dans toutes les municipalités québécoises |                    |         |          |

## Passe de Bolton
Une portion de la route 243 était une route de calèche au XIXe siècle et est observée aujourd'hui comme un habitat du faucon pèlerin.